# Mijaíl Fradkov
Mijaíl Yefímovich Fradkov (en cirílico: Михаи́л Ефи́мович Фрадко́в) es un político ruso y fue Presidente del Gobierno de Rusia hasta el 12 de septiembre de 2007, cuando dimitió del cargo.

## Biografía
Fradkov nació el 1 de septiembre de 1950, cerca de Kúibyshev hoy Samara, de una familia judía.
Estudió en el Instituto de Ingenieros en Máquinas-Herramienta (станкоинструментальный) de Moscú, donde se graduó en el año 1972; y en la Academia de Comercio Exterior de la misma ciudad, graduado en el año 1981).
En 1973 ocupó un cargo en el área económica de la embajada de la Unión Soviética en la India, donde estuvo dos años.
En 1991, fue representante por Rusia en el Acuerdo General de Tarifas y Comercio (GATT) llevado a cabo en Ginebra.
En el año 1992, Fradkov fue nombrado viceministro de Relaciones Exteriores.
Pero en menos de un año, en octubre de 1993, pasó a ocupar el cargo de ministro de Relaciones Exteriores.
El 14 de abril de 1997, un decreto presidencial de Borís Yeltsin nombra a Fradkov como ministro de Relaciones Exteriores y Comercio.
A mediados de 1999, otro decreto presidencial lo convierte en ministro de Comercio.
En 2001 se convirtió en director de la Policía Federal de Impuestos, nombrado por Vladímir Putin, siendo anteriormente vicesecretario del Consejo de Seguridad.
En 2003 se convierte en representante de Rusia ante la Unión Europea.
El 1 de marzo de 2004 fue nombrado por Putin como el próximo presidente del gobierno, lo que fue aprobado por la Duma el 5 de ese mismo mes. El nombramiento de Fradkov fue una sorpresa para varios observadores, ya que nunca se mostró parte del círculo interior de Vladímir Putin.
Se mantuvo en su cargo hasta el 12 de septiembre de 2007, día en que Vladímir Putin disolvió el Gabinete de Ministros, a petición del propio Fradkov, «ante la proximidad de significativos hechos políticos en el país y su propio deseo de dar al presidente ruso total libertad de decisión incluyendo cuestiones de personal».
El 6 de octubre de 2007 Fradkov ocupó el cargo de Director del Servicio de Inteligencia Extranjera (SVR por sus siglas en ruso), el servicio ruso de inteligencia para el extranjero y sucesor de la antigua KGB; el 5 de octubre de 2016 Fradkov dejó de ser el director del SVR y fue reemplazado por Serguéi Naryshkin.  
En abril de 2018 fue sancionado por el gobierno de los Estados Unidos.

## Gabinete ministerial
- Dmitri Medvédev: Vicepresidente del Gobierno
- Alekséi Gordéyev: ministro de Agricultura
- Serguéi Shoigu: ministro de Defensa Civil, Emergencias y Desastres Naturales.
- Aleksandr Sokolov: ministro de Cultura y Prensa
- Serguéi Ivanov: ministro de Defensa y segundo responsable por las agencias de seguridad del país.
- German Gref: ministro de Comercio y Urbanización
- Dmitri Livánov: ministro de Educación y Ciencia
- Alekséi Kudrin: ministro de Finanzas
- Serguéi Lavrov: ministro de Asuntos Externos
- Mijaíl Zurábov: ministro de Salud y Desarrollo Social
- Víktor Jristenko: ministro de Industria y Energía
- Leonid Reiman: ministro de Información Tecnológica y Comunicaciones
- Rashid Nurgalíyev: ministro de Asuntos Internos
- Yuri Chaika: ministro de Justicia
- Yuri Trútnev: ministro de Recursos Naturales
- Vladímir Yákolev: ministro de Desarrollo Regional
- Ígor Levitin: ministro de Transporte
- Serguéi Lébedev: director del Servicio de Inteligencia en el extranjero
- Nikolái Pátrushev: director del Servicio de Seguridad Federal
- Serguéi Naryshkin: jefe del Aparato Gubernamental
- Ígor Ivanov: secretario del Consejo de Seguridad

| Predecesor: Mijaíl Kasiánov | Presidente del Gobierno de Rusia 2004 a 2007 | Sucesor: Víktor Zubkov |